# Isolan
Isolan ist eine chemische Verbindung aus der Gruppe der Carbamate.

## Gewinnung und Darstellung
Isolan kann durch Reaktion des Kaliumsalzes der Enolform von 1-Isopropyl-3-methyl-5-pyrazolon mit Dimethylcarbamoylchlorid gewonnen werden.

## Eigenschaften
Isolan ist eine sehr giftige farblose Flüssigkeit, die mischbar mit Wasser ist.

## Verwendung
Isolan wird als Insektizid verwendet.

## Zulassung
In die Liste der in der Europäischen Union zulässigen Pflanzenschutzmittel ist Isolan nicht verzeichnet.
In Deutschland, Österreich und der Schweiz sind keine Pflanzenschutzmittel mit diesem Wirkstoff zugelassen.